# نادين ترنتينيان
نادين ترنتينيان (بالفرنسية: Nadine Trintignant )‏ (و. 1934  م) هي مخرجة أفلام، وكاتبة سيناريو، ومنتجة أفلام، وممثلة، وكاتِبة، وممثلة أفلام فرنسية، ولدت في نيس.

## وصلات خارجية
- نادين ترنتينيان على موقع IMDb (الإنجليزية)
- نادين ترنتينيان على موقع ألو سيني (الفرنسية)
- نادين ترنتينيان على موقع تيرنر كلاسيك موفيز (الإنجليزية)
- نادين ترنتينيان على موقع أول موفي (الإنجليزية)
- نادين ترنتينيان على موقع قاعدة بيانات الأفلام السويدية (السويدية)
- نادين ترنتينيان على موقع قاعدة بيانات الفيلم (الإنجليزية)
- نادين ترنتينيان على موقع كينوبويسك (الروسية)